# Tétraogalle du Caucase
Tetraogallus caucasicus
Espèce
Statut de conservation UICN

 LC  : Préoccupation mineure

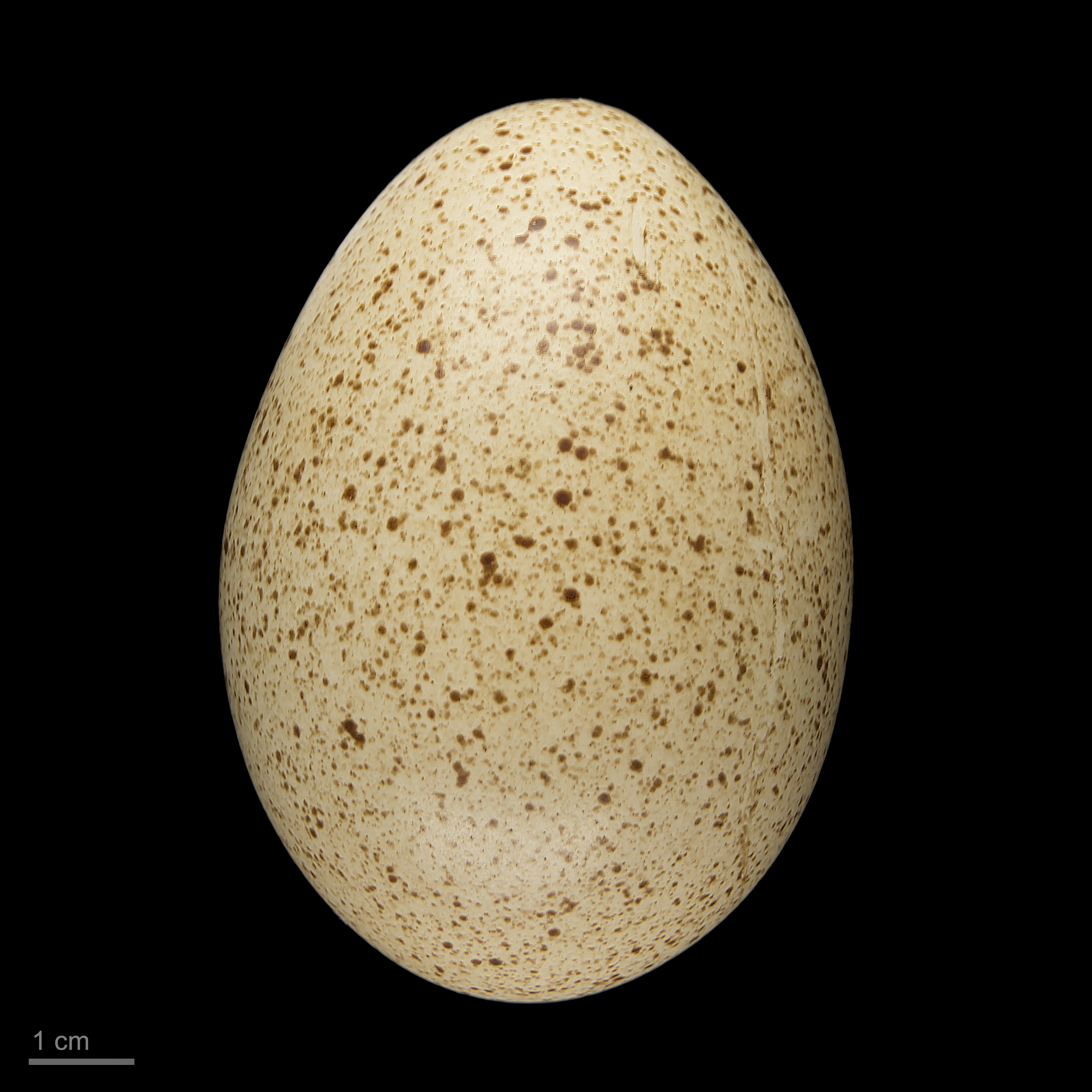
Tetraogallus caucasicus - MHNT

Le Tétraogalle du Caucase (Tetraogallus caucasicus) est une espèce d'oiseaux de la famille des Phasianidae.

## Distribution
Montagnes du Caucase, du nord de la Géorgie à l’Azerbaijan.

## Habitat
Le tétraogalle du Caucase vit en montagne, entre 1800 et 4000m, au-dessus de la ligne des arbres, sur les pentes herbeuses entrecoupées de plaques de neige et de ravins.  Il peut descendre plus bas en hiver, en cas de fortes intempéries neigeuses, mais rarement au niveau de la steppe. Il a une prédilection pour les prairies alpines et évite les forêts comme les buissons de rhododendrons (Hennache & Ottaviani 2011).

## Mœurs
Le tétraogalle du Caucase est végétarien. Il se nourrit de bulbes, de graines, de feuilles et bourgeons, qu’il recherche en se déplaçant lentement, souvent du bas vers le haut de la pente. La nourriture des jeunes est riche en légumineuses, ce qui leur fournit un taux élevé de protéines sans avoir recours, à la différence des autres perdrix, aux insectes, plus rares en altitude. Cette espèce est timide et farouche. En cas d’alerte, les oiseaux courent vers le haut d’une pente pour se jeter dans le vide en un vol plané entrecoupé de bruyants battements d’ailes. Ils ne décollent jamais du sol comme les autres perdrix (Hennache & Ottaviani 2011).

## Voix
Le mâle chante perché sur un rocher, le cou et la tête dressés verticalement. Le chant  est prolongé pouvant durer six secondes.

## Nidification
Cette espèce est monogame. La formation des couples a lieu en mars. Les parades débutent en avril. Le mâle poursuit activement la femelle, en en faisant le tour, en voletant parfois au-dessus d’elle, le plumage gonflé, la queue dressée et étalée en éventail. Les deux oiseaux peuvent émettre alors un doux sifflement. Le nid n’est qu’une simple dépression creusée par la femelle. Il est situé en terrain découvert ou partiellement caché par un rocher. La ponte débute en avril-mai mais varie suivant l’altitude ; six semaines peuvent séparer les pontes de haute altitude de celles produites à basse altitude (Madge & McGowan 2002).

## Statut, conservation
Le tétraogalle du Caucase n’est pas considéré comme menacé. Bien que chassé, il ne subit que des pressions très localisées dont la principale est la dégradation de l’habitat par surpâturage. De plus, son habitat en altitude la protège partiellement des menaces auxquelles sont soumises d’autres espèces de perdrix (BirdLife International 2011).